# Úhlová dráha
Úhlová dráha je orientovaný úhel, který opíše průvodič hmotného bodu během jeho pohybu po kružnici.
Pojem úhlové dráhy lze ztotožnit s pojmem orientovaného úhlu.

## Značení
- Doporučená značka: {\displaystyle \varphi }, případně {\displaystyle \alpha \,}
- Odvozená jednotka SI: radián, značka rad
- Další jednotky: úhlový stupeň, značka °

## Výpočet
{\displaystyle \varphi =\omega \cdot t},
kde {\displaystyle \omega \,} je průměrná úhlová rychlost, {\displaystyle t\,} je čas.